# Cheumatopsyche infascia
Cheumatopsyche infascia là một loài Trichoptera trong họ Hydropsychidae. Chúng phân bố ở miền Cổ bắc.